# Columbus Chill
Columbus Chill byl profesionální americký klub ledního hokeje, který sídlil v Columbu ve státě Ohio. V letech 1991–1999 působil v profesionální soutěži East Coast Hockey League. Chills ve své poslední sezóně v ECHL skončily v osmifinále play-off. Své domácí zápasy odehrával v hale Taft Coliseum s kapacitou 5 003 diváků. Klubové barvy byly černá a bílá.
Zanikl v roce 1999 přestěhováním do Readingu, kde byl založen tým Reading Royals.

## Přehled ligové účasti
Zdroj: 
- 1991–1993: East Coast Hockey League (Západní divize)
- 1993–1997: East Coast Hockey League (Severní divize)
- 1997–1999: East Coast Hockey League (Severozápadní divize)